# Gora Ledovaja
Gora Ledovaja (englische Transkription von russisch Гора Ледовая Gora Ledowaja, deutsch ‚Eisberg‘) ist ein Nunatak im ostantarktischen Mac-Robertson-Land. Er ragt nordöstlich des Petkovic-Gletschers auf dem Mawson Escarpment auf.
Russische Wissenschaftler benannten ihn.